# ミライラボバイオサイエンス
ミライラボバイオサイエンス株式会社（英称：MIRAILAB BIOSCIENCE Inc.）は、日本のバイオサイエンス企業

## 概要
1977年に設立された後しばらく休眠しており、2014年に世界初の若返り成分β-ニコチンアミドモノヌクレオチド(NMN)を用いたサプリメントブランド"ミライラボ"を設立、運用するために再開された非上場の株式会社。旧社名は新興和製薬。

ワシントン大学医学部（セントルイス校）今井眞一郎教授と友好関係にあり同校にM＆T・Tanaka family fundが存在し同校、同教授は代表の田中家より寄付を受けている。

2015年4月、自社サプリメントブランド"ミライラボ"を立ち上げ、世界で最も早くβ-ニコチンアミドモノヌクレオチド(NMN)を用いたサプリメントを商品化し製造販売した企業。
同NMN配合サプリメントの製造、販売、研究が主業である。
2016年、同β-ニコチンアミドモノヌクレオチド(NMN)を用いた化粧品ブランド"ミライダ"を立ち上げている。
2018年3月、世界で初めてβ-ニコチンアミドモノヌクレオチド(NMN)の長期間経口摂取(24週間)の臨床研究を行った国立広島大学大学院医歯薬保健学研究院：臨床評価・予防医学プロジェクト研究センターに研究費を提供する組織である博真堂製薬株式会社の全株式を取得した。
2022年4月、同社がMS（メディカルサポート）法人として医療法人社団ミライ会・東京銀座ウェルネス＆エイジングクリニックで民間医療機関としては世界で初めてヒトの抹消血管単核球に含まれるNADの測定を実現した。
2022年10月、東京大学医学部と高齢者を対象にした高容量NMNをもちいた加齢に与える影響の共同研究を開始した。

2023年7月、同社が世界で初めてニコチンアミドモノヌクレオチド（NMN）による新型コロナ感染症、他ウイルス感染症のヒト血管細胞の炎症反応とサイトカインストームなどを効果的に抑制し後遺症の治療、ウイルス感染による健康被害の治療・予防にも、NMNが有効である可能性を明らかにした。
この研究は、特定非営利活動法人 システム・バイオロジー研究機構（東京都品川区、会長：北野 宏明）、SBXバイオサイエンス社（カナダ バンクーバー、CEO：谷内江 綾子）と共同で行ったものである。
この研究の成果は、2023年7月21日（日本時間）に、英国際科学誌『Scientific Reports』誌に掲載された。

## 沿革
- 1977年（昭和52年）10月10日設立。
- 2014年6月まで休眠。
- 2015年4月、NMN（βニコチンアミドモノヌクレオチド）配合サプリメント第一号、「NMN＋レスベラトロール」をサプリメントブランド「ミライラボ」より発売開始。
- 2015年12月、NMN（βニコチンアミドモノヌクレオチド）のみを配合し配合量を強化したサプリメント、「NMNピュア1500」「NMNピュア3000」を「ミライラボ」より発売開始。
- 2017年6月、「NMNピュア3000」よりもさらにNMN（βニコチンアミドモノヌクレオチド）のみを配合し配合量を強化したサプリメント、「NMNピュアPREMIUM6000」「NMNピュアVIP9000」を「ミライラボ」より発売開始。（NMNピュアVIP9000はクローズド販売で数量限定。）
- 2017年6月、東京都中央区新川へ本店移転。
- 2018年3月、博真堂製薬株式会社の全株式取得

（ニコチンアミドモノヌクレオチド）を配合した健康食品と化粧品を商品化し製造販売した企業。
- 2021年1月、商号を新興和製薬株式会社からミライラボバイオサイエンス株式会社へ変更[5]。

- 2022年2月、東京都中央区銀座へ本店移転。
- 2022年10月、東京大学との共同研究として、高用量のNMNを長期間摂取する特定臨床研究を開始[6]
- 2023年7月、世界初の加齢度マーカー「染色体テロメア長」の郵送解析キットを発売開始。
- 2023年7月、英国際科学誌『Scientific Reports』誌にて特定非営利活動法人 システム・バイオロジー研究機構との新型コロナ感染症に関しての論文を公開。